# Durham (grevskap)
Durham eller County Durham är ett ceremoniellt grevskap i Nordöstra England, i Storbritannien. Huvudort är Durham. Det är ett grevskap med kontraster: Penninernas glesbefolkade dalar och hedar i inlandet står mot den urbaniserade kusten, som tidigare dominerades av kolbrytning. Grevskapsblomma är vårgentianan.
Namnformen County Durham är unik i England. Många engelska grevskap är uppkallade efter sin huvudort, men då på formen Durhamshire. Anledningen till att det istället kallas County Durham är att furstbiskoparna av Durham fram till 1836 hade makt över ett större område än själva grevskapet. Grevskapet kallades därför County Durham för att skilja det från furstbiskoparnas område. Efterleden -shire syftade ursprungligen på ett område som hörde till en viss stad, inte nödvändigtvis ett grevskap. County X är dock den vanliga namnformen för Irlands grevskap utan att innebära någon särställning.

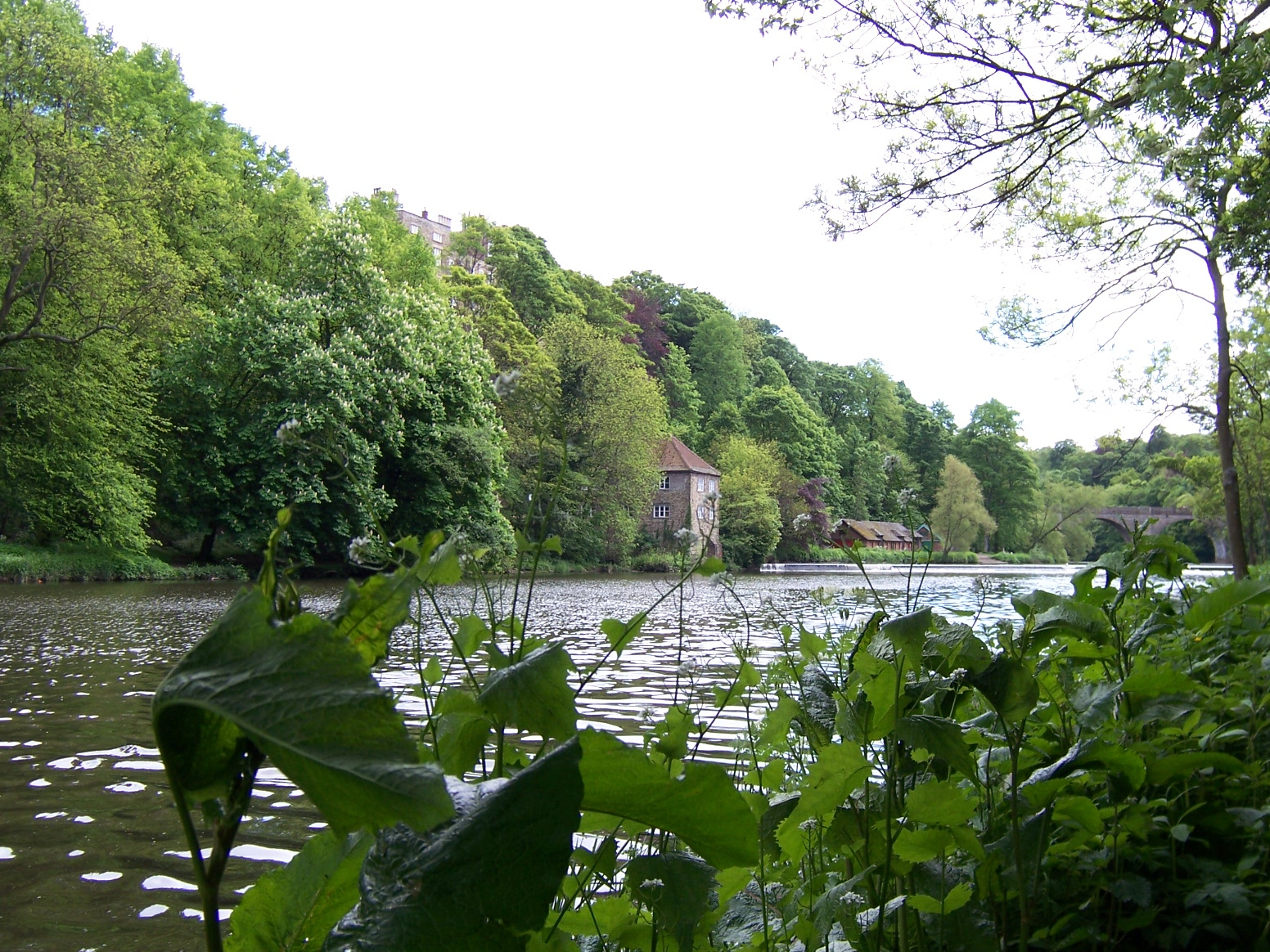
Floden Wear flyter genom grevskapet.

## Geografi
Durham avgränsas ungefärligen i väster av Penninernas vattendelare, i söder av floden Tees, i öster av Nordsjön och i norr av floderna Tyne och Derwent. 1974 överfördes distrikten Gateshead, Sunderland och South Tyneside i norr till det nybildade storstadslänet Tyne and Wear, samtidigt som distrikten Stockton-on-Tees och Hartlepool i söder fördes till det likaledes nybildade grevskapet Cleveland. Dessa distrikt hade alla som huvudort en stad som fram till 1974 var landstingsfri (county borough). Vid de administrativa reformerna 1996 blev Clevelands fyra distrikt enhetskommuner (unitary authorities). De åtföljdes av Darlington i södra delen av grevskapet följande år. Resten av Durham ombildades till en enhetskommun 2009. För ceremoniella ändamål återupprättades gränsen längs Tees 1996, vilket innebar att Hartlepool och norra delen av Stockton-on-Tees överfördes till Durham, och övriga delar av Cleveland till North Yorkshire. Förutom North Yorkshire och Tyne and Wear gränsar Durham till Cumbria och Northumberland.

## Historia
Under den anglosaxiska tiden tillhörde Durham omväxlande Northumbria och Deira. Pfalzgrevskapet Durham växte fram successivt ur en förläning till biskoparna av Lindisfarne. Kärnan var ett område som Ecgfrith av Northumbria gav till Cuthbert när den senare valdes till biskop av Lindisfarne 684. Under 800-talet flyttades biskopssätet till Chester-le-Street som en följd av vikingarnas härjningar, varvid Guthred förlänade biskoparna hela området mellan floderna Tyne och Wear. Denna förläning bekräftades av Alfred den store, och när biskopssätet flyttades på nytt 995, denna gång till staden Durham, utökades förläningarna ytterligare.
Grevskapet Durham fortsatte dock att lyda under earlen av Northumbria fram till 1075, då biskop Walcher av Durham köpte earltiteln och började utöva furstbiskoplig makt i sitt territorium. Vid normandernas erövring av England omfattade biskoparnas område nästan allt land mellan Tyne och Tees, samt delar av dagens Northumberland, Carlisle och Teviots dalgång i Skottland. På grund av det isolerade läget var Durham i ganska liten utsträckning inblandat i de engelska interna konflikterna under de normandiska kungarna och huset Plantagenet.
Henrik I minskade biskoparnas område genom att upphöja Hexhamshire till ett eget grevskap och byta några områden mellan Durham och Northumberland. Vid denna period skänkte Stefan av Blois, Henriks efterträdare, en gruva i staden Durham till biskopen. Kolgruvor, som under lång tid var en viktig näring i grevskapet, fanns också vid Coundon, Bishopwearmouth och Sedgefield. Det fanns även blygruvor i västra delen av grevskapet, samt senapsodling, garverier (i Gateshead) och skeppsbyggnad (i Jarrow).
Biskopen av Durham kallades palatinus (pfalzgreve eller furstbiskop) 1293, och från denna tid började biskoparna hävda rättigheter som annars var förbehållna kungen. Ett parlament skapades, som i sin helhet beslutade om skattefrågor, men där lagfrågor var förbehållna adels- och prästestånden. Kronans upprepade försök att inskränka furstbiskoparnas makt kulminerade 1536 i Indragningslagen (Act of Resumption), som begränsade biskoparnas juridiska makt kraftigt. Under inbördeskriget slets grevskapet mellan kunga- och parlamentssidorna, men tillföll slutligen parlamentet efter slaget vid Marston Moor. 1646 avskaffades pfalzgrevskapet formellt, men det återupprättades efter restaurationen och fortsatte att existera fram till 1836.

## Politik
Durham sände inte ledamöter till Englands parlament förrän 1654, eftersom biskoparna ansåg att det var en inskränkning av deras självständighet. Idag har grevskapet 10 ledamöter i Storbritanniens parlament.

## Lokal förvaltning

1.Durham 2. Hartlepool 3. Darlington 4.Stockton-on-Tees (norra delen)

Ingen lokal förvaltning finns på grevskapsnivå i Durham, utan all lokal förvaltning sköts av de fyra enhetskommunerna (unitary authorities):
- Durham (även benämnt County Durham)
- Darlington
- Hartlepool
- Stockton-on-Tees (den del som ligger norr om Tees)

Durham var fram till 2009 uppdelat i sju distrikt: Durham, Easington, Sedgefield (huvudort Spennymoor), Teesdale (huvudort Barnard Castle), Wear Valley (huvudort Crook), Derwentside (huvudort Consett) och Chester-le-Street. Darlington och Durham har gemensam polis och räddningstjänst.